# Woods Cross
Woods Cross ist eine Stadt (City) im Davis County im US-Bundesstaat Utah. Das U.S. Census Bureau hat bei der Volkszählung 2020 eine Einwohnerzahl von 11.410 ermittelt.
Der Ort ungefähr 10 Kilometer nördlich von Salt Lake City ist nach dem mormonischen Pionier Daniel Wood benannt.

## Persönlichkeiten
- George Ouzounian (* 1978), Komiker